# Sext Clodi
|  | Aquest article tracta sobre l'associat de Publi Clodi Pulcre. Vegeu-ne altres significats a «Sext Clodi (retòric)». |

Sext Clodi (en llatí Sextus Clodius) era probablement descendent d'un llibert de la gens Clàudia. Era de baixa condició i el va agafar sota el seu patrocini Publi Clodi Pulcre.
L'any 58 aC era el superintendent de la celebració del festival de la Compitàlia. Va ser el cap de les bandes armades que utilitzava Publi Clodi contra el seu enemic Papià Miló. Publi Clodi també li va encarregar la redacció de les lleis que presentava al senat quan era tribú de la plebs i el va comissionar per l'aplicació i el seguiment de la llei Clodia frumentaria sobre la distribució de gra. Sext Clodi va ser el dirigent de tots els actes violents que s'atribueixen a Publi Clodi. Papià Miló el va acusar, però va ser absolt.
Finalment va ser acusat per Gai Cesenni Filó i Marc Aufidi Lurcó i condemnat. Va estar exiliat durant 8 anys però Marc Antoni el va fer tornar a Roma l'any 44 aC. Ciceró l'acusa de mantenir correspondència amb Clòdia Quadrantaria per a cometre actes criminals.